# Chelbas (Novorozhdéstvenskaya, Tijoretsk, Krasnodar)
Chelbas (del ruso: Челбас) es una posiólok del raión de Tijoretsk del krai de Krasnodar, en Rusia. Está situada en las llanuras de Kubán-Priazov, a orillas del arroyo Buzinka, afluente por la izquierda del Chelbas, 11 km al suroeste de Tijoretsk y 113 km al nordeste de Krasnodar, la capital del krai. Tenía 221 habitantes en 2010.
Pertenece al municipio Novorozhdéstvenskoye.

## Transporte
En la localidad se halla la estación Chelbas de la línea Krasnodar-Tijoretsk-Salsk. Tras la estación se halla Oktiabrski.